# Washingtoni Egyetem Drámaintézet
A Washingtoni Egyetem Drámaintézete a Bölcsészet- és Természettudományi Főiskola részeként működő szervezeti egység az intézmény seattle-i campusán. Az 1940-ben alapított intézet igazgatója Geoff Korf.

## Története
Az Angol Tanszék részeként működő Drámaművészeti Tanszéket 1919-ben alapította a Stanford Egyetem költészet szakán végzett Glenn Hughes, aki 1930 és 1961 között vezette a tanszéket. Hughes 1961. június 30-án vonult nyugdíjba; utódja Gregory A. Falls, a hivatásos színészképzés elindítója.
2004-ben kilenc egykori hallgató az intézet képzéseit bemutató színházat alapított, amelyet a The Stranger újság 2006-ban „a rétegműfajok legjobbja” címmel díjazott.

## Nevezetes személyek

### Színészek
- Ann Sothern[7]
- Christopher Evan Welch[8]
- Daryl Anderson[9]
- Dawn Wells[10]
- Frances Farmer[11]
- Gregg Henry[12]
- Harry Groener[13]
- Jean Smart[14]
- Jeffrey Combs[15]
- Joel McHale[16]
- John Aylward[17]
- Kyle MacLachlan[18]
- Linda Emond[19]
- Lois Smith[20]
- Pamela Reed[21]
- Peg Phillips[22]
- Rainn Wilson[23]
- Richard Karn[24]
- Robert Culp[25]
- Wes Hurley[26]

### Rendezők
- Desdemona Chiang[27]
- Tim Bond[28]
- Tlaloc Rivas[29]

## Fordítás
- Ez a szócikk részben vagy egészben  az   University of Washington School of Drama című angol Wikipédia-szócikk ezen változatának fordításán alapul.  Az eredeti cikk szerkesztőit annak laptörténete sorolja fel. Ez a jelzés csupán a megfogalmazás eredetét és a szerzői jogokat jelzi, nem szolgál a cikkben szereplő információk forrásmegjelöléseként.